# Tortoise (танк)
Tortoise (A39), «Черепаха» — британский сверхтяжёлый штурмовой танк, спроектированный, построенный и испытанный в период Второй мировой войны, но так и не запущенный в серийное производство.
Боевая машина была разработана для решения задач по разрушению сильно укреплённых районов, поэтому в её конструкции мобильность принесена в жертву защищённости.

## История создания
В начале 1943 года союзные войска ожидали значительного сопротивления в прогнозируемом будущем вторжении в Западную Европу,  этом противник сражался с сильно укрепленных позиций, таких как линия Зигфрида. В результате у англичан появился новый класс техники — штурмовые танки, в которых максимальная броневая защита была выше мобильности. Первоначально работа была сосредоточена на танке Excelsior (A33) на базе танка Cromwell. Также была программа по модернизации брони танка Черчилль. Для аналогичных работ на Дальнем Востоке рассматривался танк Valiant (A38) на базе танка Valentine, хотя вес был указан как можно меньшим.
Государственный секретарь по вопросам войны и министр снабжения в апреле 1943 года выпустили совместный меморандум, в котором даётся расплывчатая спецификация штурмового танка, классифицируя его как машину специального назначения для действий в хорошо защищенных районах в составе специальной 79-й бронетанковой дивизии.
Компания «Nuffield» ответила 18 отдельными проектами серией танков «AT» (Assault Tank) (от AT 1 до AT 18), разработанными в период с мая 1943 года по февраль 1944 года, каждый из которых был больше и тяжелее предыдущего.
В феврале 1944 года, конструкция AT 16 была завершена и утверждена Танковым советом, чтобы 25 экземпляров должны быть произведены непосредственно, трудясь над прототипом, будут доступны для оперативного обслуживания в сентябре 1945 года. Заказ на 25 был размещён военным министерством, и работа была начата.
После окончания Второй мировой войны заказ был сокращен, а AT 16 был модернизирован под A39, и было построено всего шесть машин. Один экземпляр был отправлен в Германию для испытаний, где он оказался механически надежным. Однако при весе 80 тонн и высоте 10 футов (3,0 метра) он был чрезвычайно медленным и его было трудно транспортировать.

## Описание конструкции
Несмотря на то, что данная машина называется танком, её башня не является поворотной — что, в сочетании с мощным артиллерийским вооружением и низкой мобильностью, позволяет причислить её к сверхтяжёлым самоходным артиллерийским установкам.